# Pierre du Bourguet
Pierre du Bourguet SJ (* 21. Januar 1910 in Ajaccio; † 30. Dezember 1988 in Paris) war ein französischer Jesuit, römisch-katholischer Priester,  Archäologe, Ägyptologe und Kunsthistoriker für altchristliche, koptische und byzantinische Kunst.
Er ging in Lyon zur Schule und studierte 1944 bis 1946 an der École pratique des hautes études und 1947/48 an der Universität Oxford und war 1953 bis 1957 Mitglied des französischen archäologischen Instituts in Kairo. Er war ein Schüler von Pater Étienne Drioton (1889–1961).
Bourguet war ab 1949 Professor für Ägyptologie und ab 1958 auch für vorchristliche, koptische und byzantinische Kunst an der École du Louvre. An dem Institut catholique de Paris leitete er das Institut für altorientalische Sprachen. Er war Chefkonservator am Louvre mit der Verantwortung für die koptische und ägyptologische Sammlung für die Zeit des Neuen Reichs, zeitweise auch für altchristliche und byzantinische Kunst.
Er reiste viel in Ägypten, grub in Deir el-Medina und in Kellia.
Er war Vizepräsident der französischen ägyptologischen Gesellschaft.

## Schriften
- mit Étienne Drioton Les Pharaons à la conquête de l’art, Paris: Desclée de Brouwer, 1965.
- Histoires et légendes de l’Égypte mystérieuse, Tchou, 1968.
- Contes de la vallée du Nil, Paris: Tchou 1968.
- Grammaire fonctionnelle et progressive de l’égyptien démotique, Löwen: Peeters, 1976.
- Grammaire égyptienne, Moyen Empire pharaonique, Löwen: Peeters 1971
- L’Art égyptien, Desclée de Brouwer, 1979.
- Le temple de Deir al-Médîna, herausgegeben von Luc Gabolde, Kairo, 2002 (Mémoires publiés par les membres de l’Institut français d’archéologie orientale du Caire, 121).
- Peintures chrétiennes, Famot, 1980.
- Les Coptes, PUF; Que sais-je ?, 1989
- Die Kopten, Kunst der Welt 1967
- La Peinture paléochrétienne, Paris: Duca-Lafont 1965, Robert Laffont, 1992.
- Die frühchristliche Malerei, Bertelsmann 1964
- Art paléochrétien, Éditions Cercle d’art 1971
- Byzance, Lausanne: Ed. Rencontre 1964
- Préhistoire Mésopotamie Egypte, Lausanne: Ed. Rencontre 1964
- Catalogue des étoffes coptes (Musée du Louvre), Paris 1964